# Anchuelo
Anchuelo é um município da Espanha
na província e comunidade autónoma de Madrid, de área 21,55 km² com população de 871 habitantes (2007) e densidade populacional de 40,42 hab./km².

## Demografia
| Variação demográfica do município entre 1991 e 2004 | Variação demográfica do município entre 1991 e 2004 | Variação demográfica do município entre 1991 e 2004 | Variação demográfica do município entre 1991 e 2004 |
| --------------------------------------------------- | --------------------------------------------------- | --------------------------------------------------- | --------------------------------------------------- |
| 1991                                                | 1996                                                | 2001                                                | 2004                                                |
| 533                                                 | 596                                                 | 608                                                 | 556                                                 |